# Спартак (стадион, Семей)
Стадион Спартак (Семей) — многофункциональный стадион города Семей, вмещающий в себя 8000 зрителей. Домашний стадион команды «Елимай».
Был открыт в 8 июля 1966 года специально для футбольного клуба «Цементник», игравшего во 2 лиге чемпионата СССР. Также стадион иногда использовался в качестве концертной площадки.
С 8 июля 1966 года является домашним стадионом для ФК «Спартак» (Семей). Расположен по адресу: ул. Гагарина, 168.
Стадион «Спартак» включает в себя игровое поле размером 105х68 с натуральным газоном, две трибуны, электронное табло, четыре прожекторных мачты для освещения, спортивный зал, беговые дорожки, легкоатлетический манеж и тренировочное поле с искусственным газоном. Вместимость стадиона 8000 человек.
Стадион «Спартак» построен и расположен на старинном городском кладбище, на котором были захоронены известные люди нашего города XVIII—XIX вв. (в том числе основатель Семипалатинска — Иван Григорьевич Андреев). Летом 1961 года в облсовет «Спартака» приехали первый секретарь обкома партии М. П. Карпенко, председатель облсовпрофа С. Г. Кузьмин для выбора места для строительства стадиона. С этого всё началось. Было решено построить стадион на профсоюзные средства и стадион назвать «Спартак». Строительную часть возложили на строительный трест «Жилгражданстрой». Общая сумма сметы составила 665 тысяч рублей. Начальное финансирование Казсовпрофа было 103 тысяч рублей. В 1963 году Казсовпроф выделил 264 тысячи рублей. В начале 1965 года Всесоюзным центральным советом профессиональных союзов (ВЦСПС) выделено 298 тысяч рублей для полного завершения строительства стадиона «Спартак». Строительство стадиона было завершено и он был сдан в эксплуатацию в августе 1966 года.
С года открытия стадион сильно устарел и в 2003 году встал вопрос о реконструкции стадиона. Акимат Семипалатинска принял решение о реконструкции стадиона.
В 2003 году прошла реконструкция стадиона по стандартам УЕФА. Была произведена замена легкоатлетических дорожек. Были установлены сидения. Вместимость уменьшилась с 15 000 до 10 000 человек.
В 2013 году в преддверии празднования 100-летия казахстанского футбола произведена капитальная реконструкция стадиона «Спартак». Была произведена замена легкоатлетических дорожек, установлено современное электронное табло, улучшен газон, проведён ремонт подтрибунного помещения, замена сидений на трибунах, ограждения стадиона и др.
Является домашней ареной для ФК «Елимай» (Семей).